# Corte d'Onore
(Michel Menu)
Nella terminologia scout, la Corte d'Onore è un organo del reparto istituito da Baden-Powell in Scautismo per ragazzi e sviluppato tramite diversi articoli sull'Headquarters Gazette.

## Definizione generale
La Corte d'Onore, come il Consiglio Capi Pattuglia, è un organo permanente del Reparto guidato dal caporeparto stesso.
La Corte d'Onore è normalmente composta da caporeparto e dai Capi Pattuglia e, nei piccoli reparti, può ospitare anche i vice-capi pattuglia.
Nello Scautismo Cattolico Italiano (ASCI) ad essi fu affiancato, sebbene con solo ruolo consultivo, l'Assistente Ecclesiale di unità.
A differenza del Consiglio Capi, che si occupa di affari di ordinaria amministrazione, le competenze della Corte d'Onore sono anche di carattere straordinario: essa è la "garante della Legge Scout" ed ha il compito di conferire riconoscimenti e di risolvere problemi anche di carattere disciplinare.
Le funzioni della Corte d'Onore sono quelle di decidere i programmi di lavoro, i campi, le nomine (capi pattuglia successivi, progressione personale), le ricompense e le sanzioni. 
I membri della Corte d'Onore sono tenuti al segreto e soltanto le decisioni che riguardano l'intero reparto vengono rese pubbliche.

## Attuale utilizzo
Nell'Associazione Guide e Scouts Cattolici Italiani (AGESCI) la Corte d'Onore è stata quasi subito eliminata a vantaggio del Consiglio Capi che ha assunto compito decisionale sui programmi oltreché organizzativo. Alcune competenze (come la nomina dei capi squadriglia) sono passate invece alla direzione di unità. 
Il Consiglio della Legge è invece l'organo deputato a prendere le decisioni sul sentiero dei singoli membri del reparto.
Nella Associazione Italiana Guide e Scouts d'Europa Cattolici - FSE  (come nella "nuova ASCI" e negli Scouts di San Benedetto) viene ancora dato grande risalto a questo organo: ogni cerimonia riguardante le progressioni sul Sentiero inizia con la frase "la corte d'onore ha deciso di darti fiducia" per sottolineare il ruolo fondamentale da essa assunto in ogni riconoscimento assegnato dal riparto.
Quest'organo è stato mantenuto sostanzialmente immutato seppur con alcune differenze.
A seguito del consolidamento del ruolo del capo è avvenuto lo spostamento di alcune funzioni dalla Corte d'Onore alla pattuglia direttiva.
Questo ha portato ad una diminuzione dei compiti ma non delle competenze in quanto la pattuglia direttiva si è fatta maggior carico dell'organizzazione logistica ed organizzativa su mandato della corte d'onore.
Attualmente compiti come l'organizzazione logistica e la preparazione dei programmi sono compito della pattuglia direttiva, tuttavia la Corte d'Onore mantiene il diritto (ed il dovere) di approvarli dopo discussione e, se ritenuto necessario dalla stessa, modificarli.

## Editoria
Corte d'Onore è anche il nome di una rivista scout per Capi, indipendente da alcuna associazione e dedicata al Metodo Scout nel suo complesso. Fu fondata nel 1997 da tre capi del CNGEI, ed ha ricevuto importanti contributi da Capi delle principali associazioni italiane e del Centro Studi Baden-Powell. Nel 2008 la redazione ha ripreso le attività e riaperto il vecchio sito, iniziando la ristampa dei numeri pubblicati nei primi quattro anni di vita.
Nel giugno del 2009 è ripresa la normale attività editoriale, con la pubblicazione del numero 15 della rivista (che segue quindi la numerazione della prima esperienza editoriale).